# Jean Simmons
Jean Merilyn Simmons (Londres, 31 de enero de 1929-Santa Mónica, California, 22 de enero de 2010) fue una actriz británica nominada en dos ocasiones al premio Óscar. Entre sus películas destacan Hamlet (1948), The Robe (1953), Horizontes de grandeza (1958), Después de la oscuridad (1958), Espartaco (1960) y El fuego y la palabra (1960).

## Biografía
Nacida en el barrio londinense de Crouch Hill, desde niña quiso ser actriz y consiguió debutar en el cine en su adolescencia, apareciendo en la película Give us the moon (1944), de Val Guest y Caryl Brahms. Su fama en el Reino Unido tampoco tardaría mucho en llegar, ya que su figura se hizo reconocible gracias a su intervención en la película de David Lean Cadenas rotas (Great Expectations, 1946). 
A partir de ese momento, sus apariciones se multiplicarían como en César y Cleopatra (Caesar and Cleopatra, 1945) de Gabriel Pascal, Narciso negro (Black Narcissus, 1947) de Michael Powell y Emeric Pressburger, y sobre todo, su interpretación de Ofelia en Hamlet (1948), la adaptación de la obra de William Shakespeare dirigida y protagonizada por Laurence Olivier. Este papel le valió a Jean Simmons la candidatura al premio Óscar de 1948 a la mejor actriz de reparto (pero la estatuilla fue para Claire Trevor por su papel en Cayo Largo). 
De todas maneras, esa nominación hizo de Jean Simmons una actriz atractiva para las superproducciones estadounidenses. En 1950, su popularidad aumentó aún más cuando se casó con Stewart Granger, un matrimonio que duró hasta 1960. 
En la década de 1950, Jean Simmons empezó a ser habitual en las producciones hollywoodienses, en las que se codeó con varios de los actores más importantes, como Marlon Brando, Kirk Douglas, Gregory Peck, Burt Lancaster... Así, destacan sus participaciones en Androcles y el león (1952) de Chester Erskine, Cara de ángel (1953) de Otto Preminger, El manto sagrado (1953) de Henry Koster, Sinuhé, el egipcio (1954) de Michael Curtiz, Desirée (1954) de Henry Koster, o Ellos y ellas (1955) de Joseph L. Mankiewicz. 
Sobresalen especialmente, en 1958, Horizontes de grandeza de William Wyler y Después de la oscuridad (Home Before Dark), de Mervyn LeRoy. Asimismo, Espartaco (1960) de Stanley Kubrick.
En 1960 se casó con el director Richard Brooks. Su esposo la dirigió en una de sus mejores películas: El fuego y la palabra (1960), y posteriormente la volvería a dirigir en 1969 en Con los ojos cerrados, por el que Jean fue candidata al Premio Oscar, en la categoría de mejor actriz principal.

## Final
En la década de 1970, fue apartándose del cine para dirigir sus pasos profesionales hacia la televisión. Así, los papeles de la actriz británica serían recordados en series como Norte y Sur o El pájaro espino. La interpretación en esta última le valdría un premio Emmy. Todavía a principios de la década de 2000, seguía trabajando esporádicamente, aportando su voz a películas de animación.
Trabajó con muchos directores, pero no faltaron figuras de relieve como Lean, Olivier, al inicio, y luego los estadounidenses Wyler, Curtiz, Preminger, Daves, Mankiewicz, LeRoy, Brooks, Kubrick, Cukor, Donen, King y Wise.
Murió de cáncer de pulmón a los 80 años a 9 días antes de su cumpleaños 81, en su hogar de Santa Mónica, California. Sus restos mortales fueron incinerados.

## Filmografía
- Sports Day (1944)
- Give Us the Moon (1944), de Val Guest y Caryl Brahms.
- Mr. Emmanuel (1944)
- Kiss the Bride Goodbye (1945), de Paul L. Stein.
- Meet Sexton Blake (1945), de John Harlow
- The Way to the Stars (1945)
- César y Cleopatra (Caesar and Cleopatra) (1946) de Gabriel Pascal
- Cadenas rotas (Great Expectations) (1946), de David Lean.
- The Woman in the Hall (1947)
- Uncle Silas (1947), de Charles Frank
- Narciso negro (Black Narcissus) (1947) de Michael Powell y Emeric Pressburger.
- Hungry Hill (1947), de Brian Desmond Hurst
- Hamlet (Hamlet) (1948), de Laurence Olivier.
- La isla perdida (The Blue Lagoon) (1949) de Frank Launder.
- Adán y...ella (Adam and Evelyne) (1949) de Harold French.
- Extraño suceso (So Long at the Fair) (1950), de Antony Darnborough y Terence Fisher.
- Coacción (Cage of Gold) (1950), de Basil Dearden.
- El torbellino de la vida (Trio) (1950), de Ken Annakin.
- Trágica obsesión (The Clouded Yellow) (1951), de Ralph Thomas.
- Androcles y el león (Androcles and the Lion) (1952) de Chester Erskine.
- Cara de ángel (Angel Face) (1953) de Otto Preminger.
- La reina virgen (Young Bess) (1953) de George Sidney
- Entre dos mujeres (Affair with a Stranger) (1953), de Roy Rowland.
- La túnica sagrada (The Robe) (1953) de Henry Koster.
- La actriz (The Actress) (1953), de George Cukor.
- Guapa pero peligrosa (She Couldn't Say No) (1954), de Lloyd Bacon
- Sinuhé, el egipcio (The Egyptian) (1954) de Michael Curtiz.
- Demetrio y los gladiadores (Demetrius and the Gladiators) (1954), de Delmer Daves.
- Una bala en camino (A Bullet Is Waiting) (1954), de John Farrow.
- Desirée (Desireé) (1954) de Henry Koster.
- Pasos en la niebla (Footsteps in the Fog) (1955) de Arthur Lubin.
- Ellos y ellas (Guys and Dolls) (1955) de Joseph L. Mankiewicz.
- Hilda Crane (1956), de Philip Dunne
- This Could Be the Night (1957), de Robert Wise.
- Mujeres culpables (Until They Sail) (1957), de Robert Wise.
- Horizontes de grandeza (The Big Country) (1958), de William Wyler.
- Después de la oscuridad (Home Before Dark) (1958), de Mervyn LeRoy.
- Esta tierra es mía (This Earth Is Mine) (1959) de Henry King.
- El fuego y la palabra (Elmer Gantry) (1960), de Richard Brooks.
- Espartaco (Spartacus) (1960), de Stanley Kubrick.
- Página en blanco (The Grass Is Greener) (1960) de Stanley Donen.
- All the Way Home (1963), de Alex Segal
- Vivir en la cumbre (Life at the Top) (1965), de Ted Kotcheff.
- La mujer sin rostro (Mister Buddwing, 1966), de Delbert Mann.
- El novio de mi mujer (Divorce American Style) (1967), de Bud Yorkin.
- Noche de titanes (Rough Night in Jericho) (1967),de Arnold Laven.
- Heidi (1968)
- Con los ojos cerrados (The Happy Ending) (1969), de Richard Brooks.
- El joven y la cuarentona (Say Hello to Yesterday) (1971),de Alvin Rakoff.
- Mr. Sycamore (1975), de Pancho Kohner.
- Dominique (Dominique) (1978), de Michael Anderson.
- La maldición de los Dain (The Dain Curse) (1978), de E. W. Swackhamer.
- Sensibilidad y sentido (Sensibility and Sense) (1978), de David Hugh Jones.
- Conducta confidencial (Yellow Pages) (1988), de James Kenelm Clarke.
- Reencuentros (Angel Falls) (1993), de Joyce Chopra.
- Donde reside el amor (How to Make an American Quilt), de Jocelyn Moorhouse.
- Con su propia ley (1998) (Her Own Rules) de Bobby Roth.
- Final Fantasy: La fuerza interior (2001) (Final Fantasy: The Spirits Within), de Hironobu Sakaguchi (voz).
- Jean Simmons: Rose of England (2004) (documental)
- El castillo ambulante (Hauru no ugoku shiro) (2004), de Hayao Miyazaki (voz).

## Premios y distinciones
Festival Internacional de Cine de Venecia
| Año  | Categoría                    | Película | Resultado |
| ---- | ---------------------------- | -------- | --------- |
| 1948 | Copa Volpi a la mejor actriz | Hamlet   | Ganadora  |

Premios Óscar
| Año  | Categoría               | Película              | Resultado |
| ---- | ----------------------- | --------------------- | --------- |
| 1949 | Mejor actriz de reparto | Hamlet                | Nominada  |
| 1969 | Mejor actriz            | Con los ojos cerrados | Nominada  |

Premios Primetime Emmy
| Año  | Categoría                                       | Serie                   | Trabajo                   | Resultado |
| ---- | ----------------------------------------------- | ----------------------- | ------------------------- | --------- |
| 1983 | Mejor actriz de reparto - Miniserie o telefilme | El pájaro espino        | Miniserie de TV           | Ganadora  |
| 1989 | Mejor actriz de reparto - Miniserie o telefilme | Se ha escrito un crimen | Espejito, Espejito Mágico | Nominada  |